# Péaule
Péaule es una comuna francesa situada en el departamento de Morbihan, en la región de Bretaña.

## Demografía
| 2034 | 1943 | 1917 | 2138 | 2188 | 2206 | 2712 |
| Para los censos de 1962 a 1999 la población legal corresponde a la población sin duplicidades (Fuente: INSEE [Consultar]) |      |      |      |      |      |      |